# Autostrada A10 (Italia)
Autostrada italiană A10 este mai cunoscută sub numele de Autostrada Florilor (în italiană Autostrada dei Fiori). Situată în regiunea Liguria, autostrada leagă Genova de Ventimiglia și de Franța. Face parte din rutele europene E25, E74, E80. Se conectează la autostrada franceză A8, care se termină la Aix-en-Provence.

## Istoric
Tronsonul de la Genova la Savona a fost inaugurat pe 5 septembrie 1967, iar tronsonul de la Savona la Ventimiglia a fost inaugurat pe 6 noiembrie 1971.
Între Genova și Savona, autostrada a fost modernizată de trei ori în ultimii ani: traseul nordic, în direcția Ventimiglia, a fost renovat, în timp ce direcția opusă, spre Genova, folosește acum drumul original, care anterior era utilizat pentru ambele sensuri de circulație. În consecință, această parte are o calitate mai redusă comparativ cu cealaltă; lărgirea drumului la trei benzi a necesitat eliminarea benzii de urgență și reducerea lățimii tuturor benzilor la mai puțin de 3,75 m - ceea ce este sub standardele prevăzute de Codul Rutier italian. Aceasta a determinat, la rândul său, o reducere a limitei de viteză la 80 km/h pentru majoritatea secțiunii dintre Albisola și Genova Voltri.
Tronsonul dintre Savona și granița cu Franța, pe de altă parte, este complet nou, fiind construit în anii '60; acesta constă în două carosabile paralele, fiecare având două benzi pe sens. Cu toate acestea, nu are bandă de urgență, dar include mai multe zone unde este posibilă oprirea de urgență.
La 14 august 2018, o secțiune a podului Ponte Morandi, care făcea parte din autostrada A10, s-a prăbușit în timpul unei furtuni, provocând moartea a 43 de persoane.

## Autostrada astăzi
Traseul este administrat în prezent de două companii: de la Genova la Savona, de compania Autostrade Italy SpA, iar de la Savona până la graniță, de Autostrada dei Fiori SpA. Autostrada are 22 de intrări și include opt stații de servicii.
O mare parte din traseu este construit pe versanți, cu o serie de viaducte și tuneluri; din acest motiv, întreaga autostradă este supusă unei taxe de drum (una dintre cele mai scumpe din Italia). După Savona, autostrada trece prin Albenga, Imperia, Sanremo și Ventimiglia: la șase kilometri de Ventimiglia, ajunge la granița cu Franța. Până în anii '90, granița era marcată prin schimbarea culorii dungilor, de la galben la alb, alături de un indicator în tunel care menționa locația exactă a graniței — acesta nu mai există, deși locația sa poate fi încă identificată printr-o schimbare a sistemului de iluminare și a grosimii asfaltului.
În direcția opusă, A10 se intersectează cu A6, spre Torino, cu A26, spre Câmpia Padului, Elveția și alte orașe importante din nordul Italiei, înainte de a se conecta cu A7, care duce spre Milano și Toscana.
Autostrada are 78 de tuneluri între Genova și Nisa.

## Traseu
| A10 GENOVA - VENTIMIGLIA (Autostrada dei Fiori) | |                |
| Intersecție                                     | Nod rutier între A7, A12 și A10: Savona, Ventimiglia (A10); Milano (A7); Livorno (A12).                                                | A7 A12 E25 E80 |
| Genova Sampierdarena                            | Orașe deservite: Genova, Portul Genova.                                                                                                | SS 1           |
| A10 E25 E80                                     | |                |
| Genova Cornigliano - Aeroporto                  | Orașe deservite: Aeroportul Genova „Cristofor Columb”, Genova.                                                                         |                |
| Genova Pegli                                    | Orașe deservite: Genova-Pegli, Arenzano, Savona.                                                                                       | SS 1           |
| Genova Pra'                                     | Orașe deservite: Genova-Voltri, Arenzano, Savona.                                                                                      | SS 1           |
| Intersecție                                     | Nod rutier între A26 și A10: Alessandria, Gravellona Toce, Câmpia Padului.                                                             | A26 E25        |
| A10 E80                                         | |                |
|                                                 | Zona de parcare Terrarossa (sens Ventimiglia -> Genova)                                                                                |                |
| Arenzano                                        | Orașe deservite: Arenzano, Genova, Cogoleto, Varazze.                                                                                  | SS 1           |
|                                                 | Trecerea din Provincia Genova în Provincia Savona.                                                                                     |                |
|                                                 | Zonă de servicii: Piani d'Invrea. |                |
| Varazze                                         | Orașe deservite: Varazze, Arenzano, Genova, Savona, Celle Ligure, Cogoleto, Albisola Superiore.                                        | SS 1           |
| Celle Ligure                                    | Orașe deservite: Celle Ligure, Varazze, Genova, Savona, Albisola Superiore.                                                            | SS 1           |
| Albisola                                        | Orașe deservite: Albisola Superiore, Albissola Marina, Savona, Celle Ligure, Varazze.                                                  | SS 1           |
|                                                 | Zonă de servicii: S.Cristoforo (sens Genova -> Ventimiglia).                                                                           |                |
| Intersecție                                     | Nod rutier între A6 și A10: Torino. | A6 E717        |
| Savona                                          | Orașe deservite: Savona, Albisola Superiore, Albissola Marina, Celle Ligure, Genova, Spotorno, Finale Ligure.                          | SS 1           |
|                                                 | Zonă de servicii: Aurelia sud. |                |
|                                                 | Zonă de servicii: Valleggia nord (sens Genova -> Ventimiglia).                                                                         |                |
| Spotorno                                        | Orașe deservite: Spotorno, Noli, Finale Ligure, Bergeggi, Vado Ligure, Savona.                                                         | SS 1           |
|                                                 | Zonă de servicii: Borsana sud (sens Ventimiglia -> Genova).                                                                            |                |
|                                                 | Zona de parcare Borsana nord (sens Genova -> Ventimiglia).                                                                             |                |
|                                                 | Zona de parcare Feglino sud (sens Ventimiglia -> Genova).                                                                              |                |
| Orco Feglino                                    | Orașe deservite: Orco Feglino, Finale Ligure, Spotorno.                                                                                |                |
| Feglino                                         | Cel mai mic punct de taxare din Italia, deschis pentru ieșire în direcția Ventimiglia și pentru intrare în direcția Genova.            |                |
|                                                 | Zona de parcare Aquila sud (sens Ventimiglia -> Genova).                                                                               |                |
| Finale Ligure                                   | Orașe deservite: Finale Ligure, Borgio Verezzi, Pietra Ligure, Loano, Noli, Spotorno.                                                  | SS 1           |
| Pietra Ligure                                   | Orașe deservite: Pietra Ligure, Finale Ligure, Noli, Spotorno, Loano, Borghetto Santo Spirito, Ceriale.                                | SS 1           |
| Borghetto Santo Spirito                         | Orașe deservite: Borghetto Santo Spirito, Finale Ligure, Noli, Spotorno, Loano, Borgio Verezzi, Ceriale.                               | SS 1           |
|                                                 | Zona de parcare Piccaro nord (sens Genova -> Ventimiglia).                                                                             |                |
|                                                 | Zonă de servicii: Ceriale. |                |
| Albenga                                         | Orașe deservite: Albenga, Andora, Cervo, San Bartolomeo al Mare, Pietra Ligure, Finale Ligure, Savona, Alassio, Laigueglia și Ceriale. | SS 1           |
| Andora                                          | Orașe deservite: Andora, Cervo, San Bartolomeo al Mare, Diano Marina, Albenga, Finale Ligure, Savona.                                  | SS 1           |
|                                                 | Zonă de servicii: Rinovo nord. |                |
|                                                 | Zonă de servicii: Valle Chiappa sud.                                                                                                   |                |
|                                                 | Zona de parcare Valle Chiappa nord. |                |
|                                                 | Trecerea din Provincia Savona în Provincia Imperia.                                                                                    |                |
| San Bartolomeo al Mare                          | Orașe deservite: San Bartolomeo al Mare, Cervo, Diano Marina, Albenga, Finale Ligure, Savona.                                          | SS 1           |
|                                                 | Zona de parcare Gorleri sud (sens Ventimiglia -> Genova).                                                                              |                |
| Imperia est                                     | Orașe deservite: Imperia. |                |
| Imperia ovest                                   | Orașe deservite: Imperia. |                |
|                                                 | Zonă de servicii: Conioli sud. |                |
|                                                 | Zonă de servicii: Castellaro nord. |                |
| Arma di Taggia                                  | Orașe deservite: Taggia, Imperia, Sanremo, Ventimiglia.                                                                                | SS 1           |
| Sanremo                                         | Orașe deservite: Sanremo, Imperia, Ventimiglia, Bordighera, Taggia.                                                                    | SS 1           |
|                                                 | Zonă de servicii: Bordighera. |                |
| Bordighera                                      | Orașe deservite: Bordighera, Sanremo, Imperia, Albenga, Ventimiglia, Vallecrosia, Camporosso.                                          | SS 1           |
| Ventimiglia                                     | Orașe deservite: Ventimiglia, Sanremo, Imperia, Albenga, Bordighera, Menton, Vallecrosia, Camporosso.                                  | SS 1 E74       |
| A10 E74 E80                                     | |                |
| A10 E74 E80                                     | |                |
|                                                 | Granița dintre Italia și Franța |                |
| A8 E74 E80                                      | |                |